# Steiropteris decussata
Steiropteris decussata là một loài dương xỉ thuộc họ Thelypteridaceae. Loài này được Carl Linnaeus mô tả khoa học đầu tiên năm 1753.